# Pusiola minutissima
Pusiola minutissima är en fjärilsart som beskrevs av Sergius G. Kiriakoff 1958. Pusiola minutissima ingår i släktet Pusiola och familjen björnspinnare. Inga underarter finns listade.